# Robert Dodd
Pour les articles homonymes, voir Dodd.
Robert Dodd, né en 1748 et mort en 1815, est un peintre de marine britannique.

## Biographie
Dodd grave lui-même au burin et à l'aqua-tinta ses tableaux. En 1796, il produit une toile de près de 34 m de large représentant une flotte entière fuyant un vaisseau dévoré par les flammes.

## Galerie

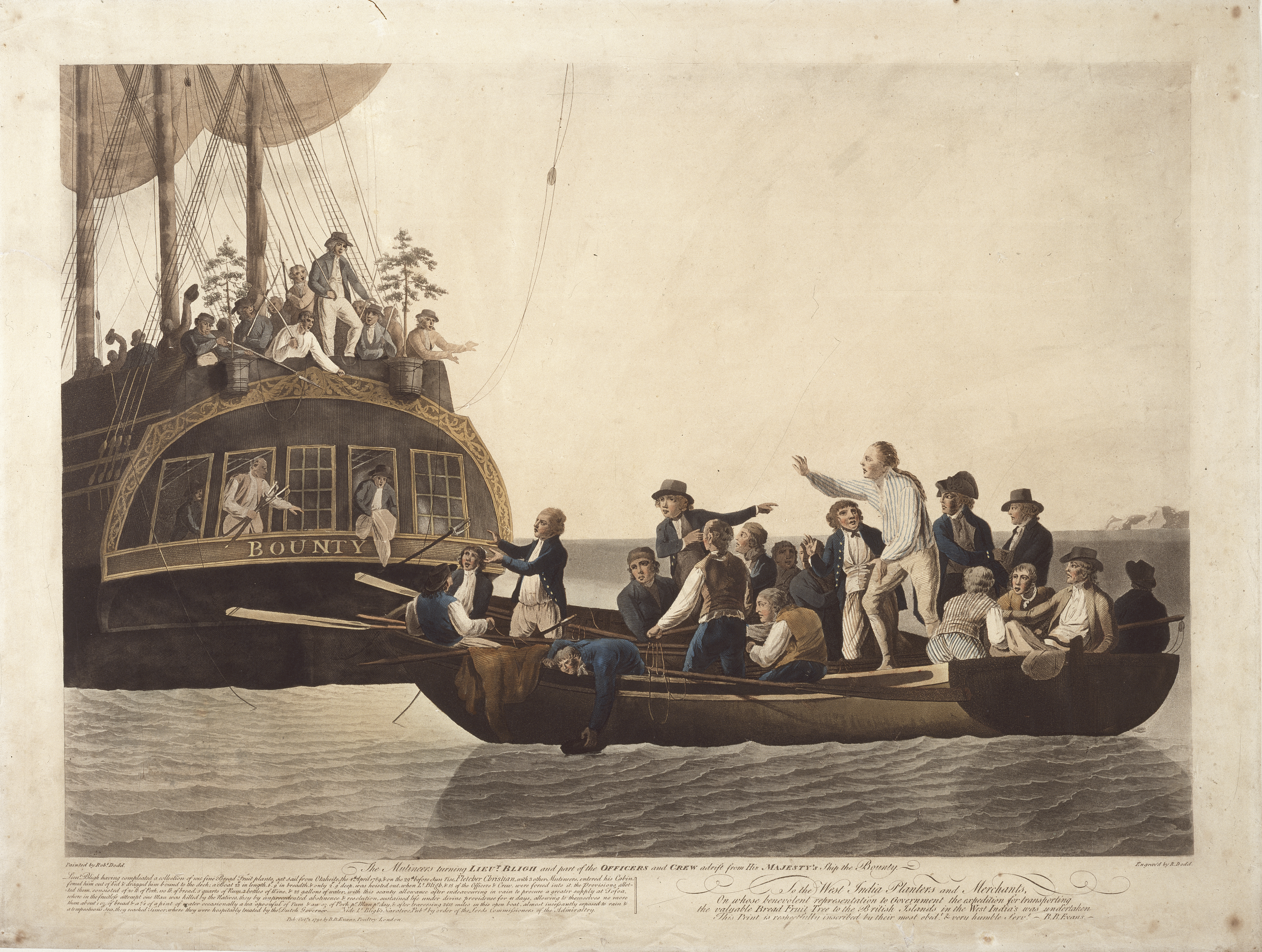
The mutineers turning Lt Bligh and some of the officers and crew adrift from His Majesty's Ship Bounty, 29 avril 1789
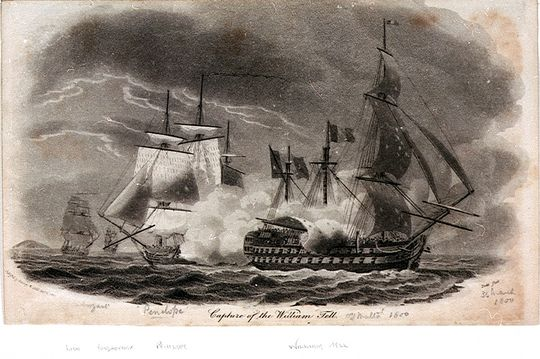
Capture of the William Tell, 1800
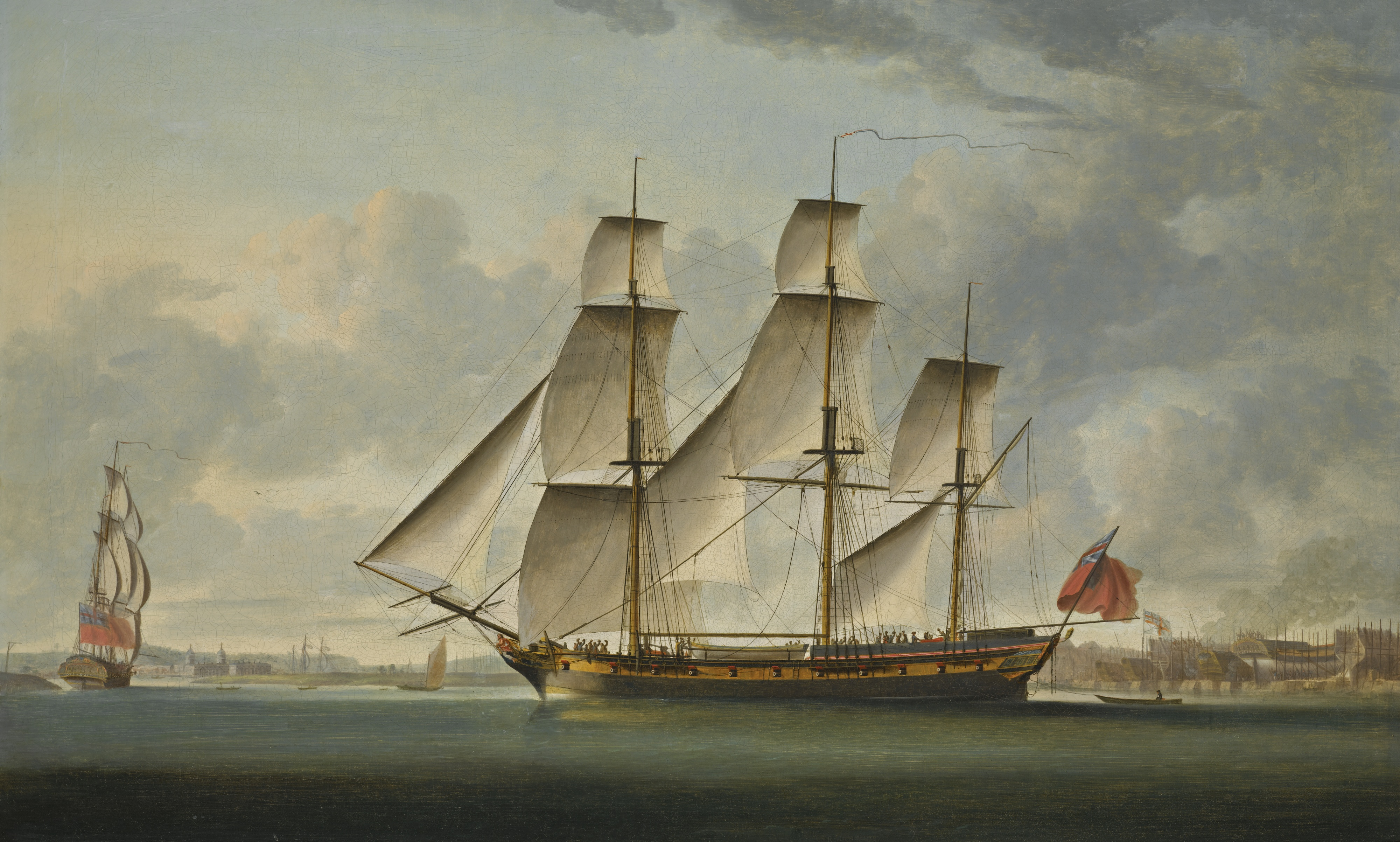
The East Indiaman Delaford, in two positions (1787)
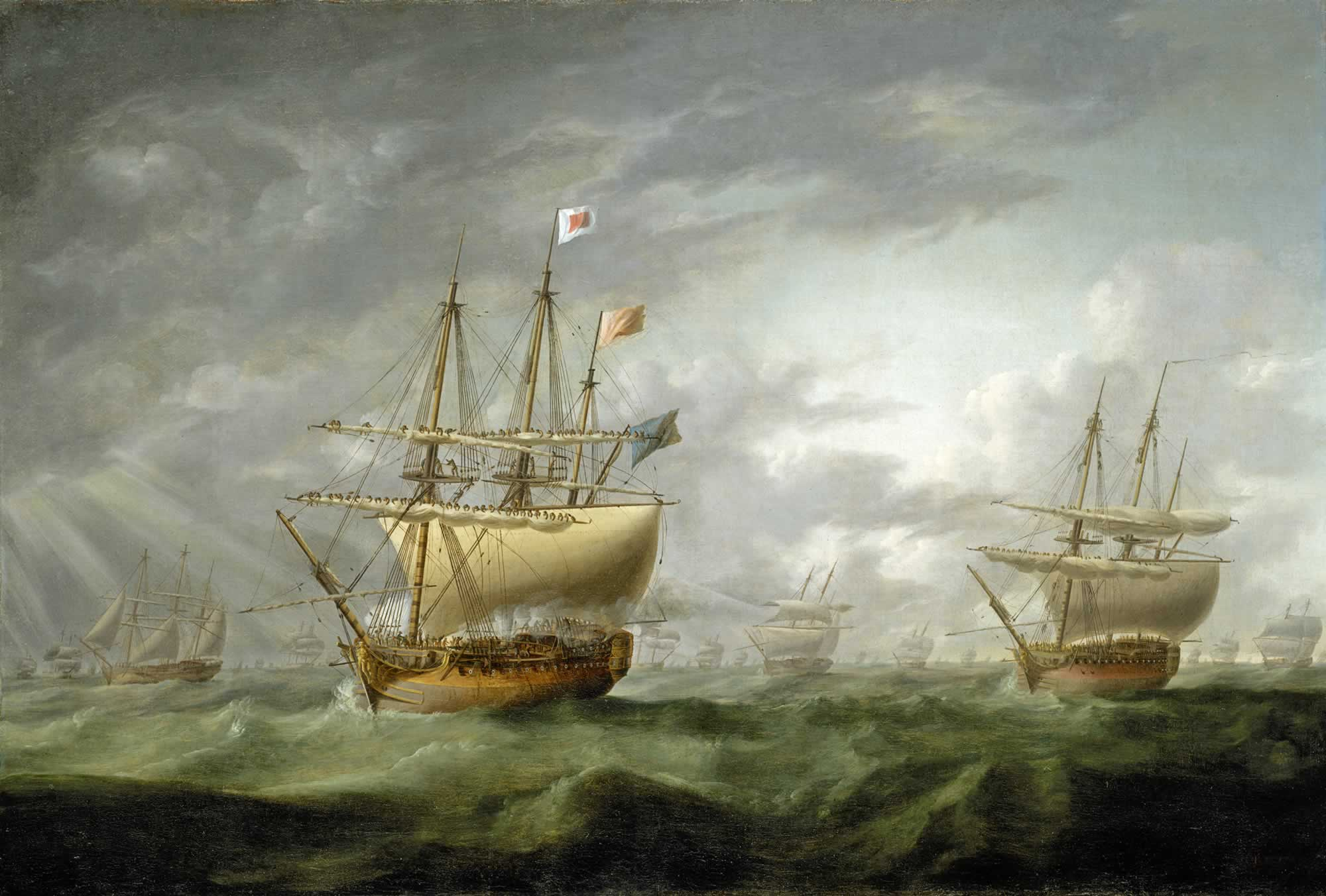
HMS Ramillies in 1782
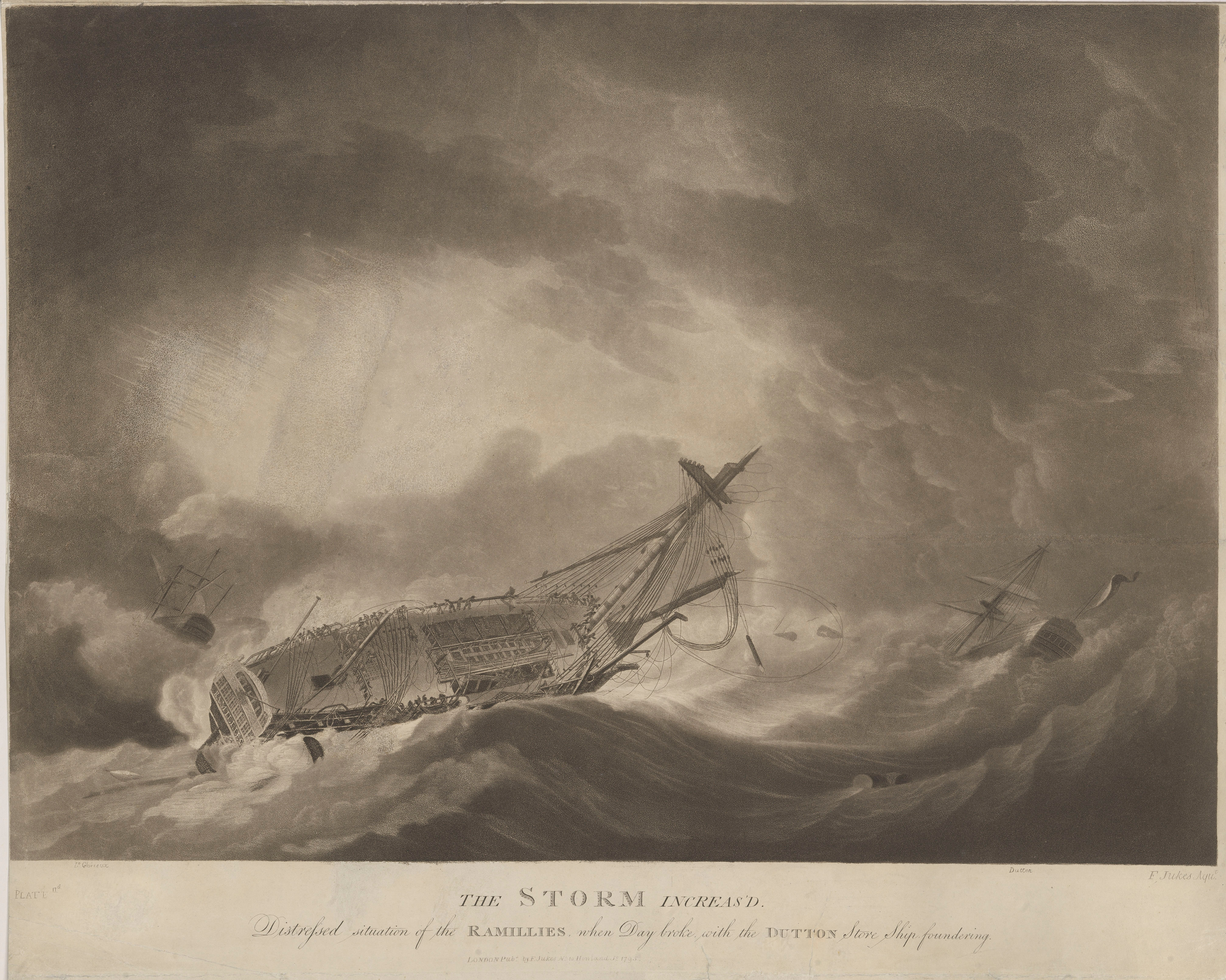
The storm increased
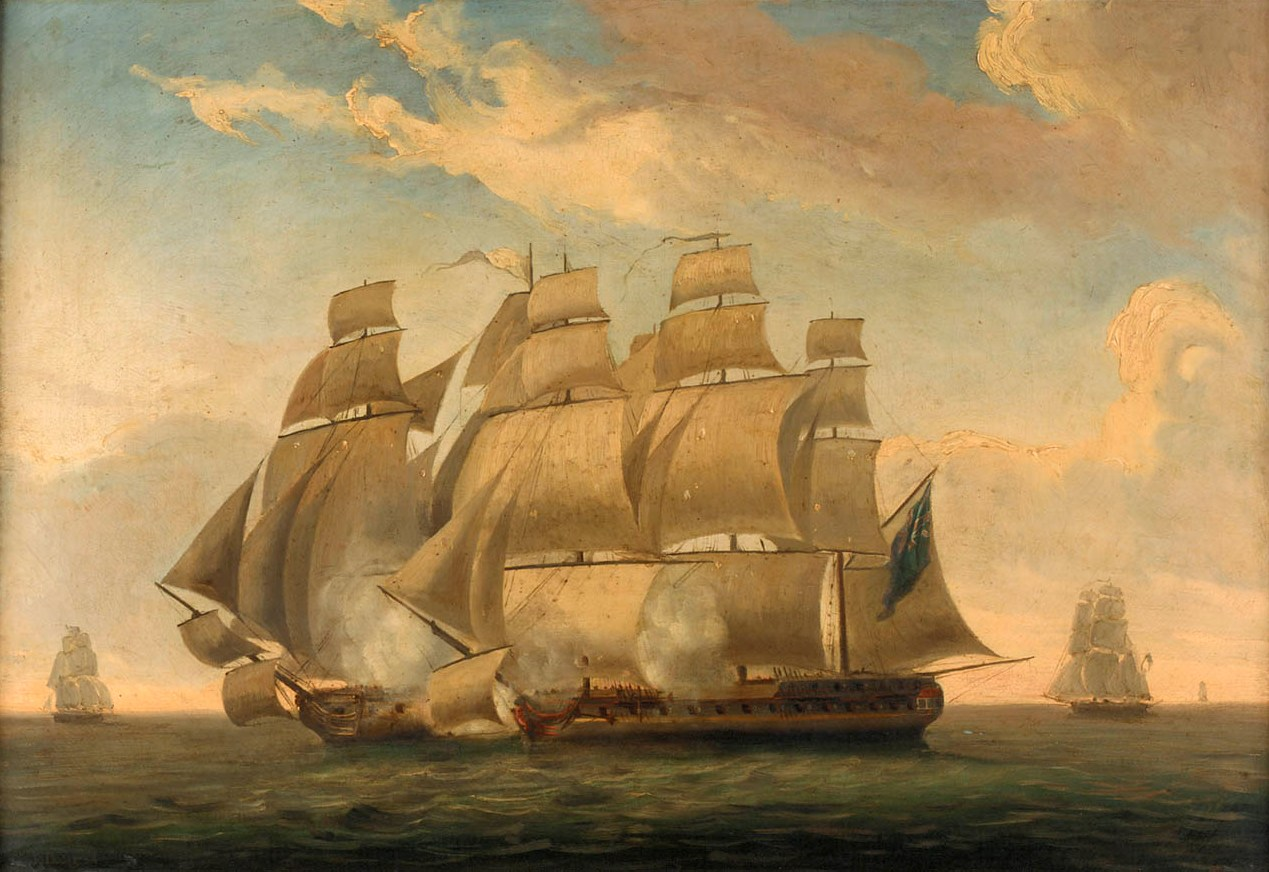
Rebut de l'action entre la Magicienne et la Sibylle, janvier 1783